# Kohen

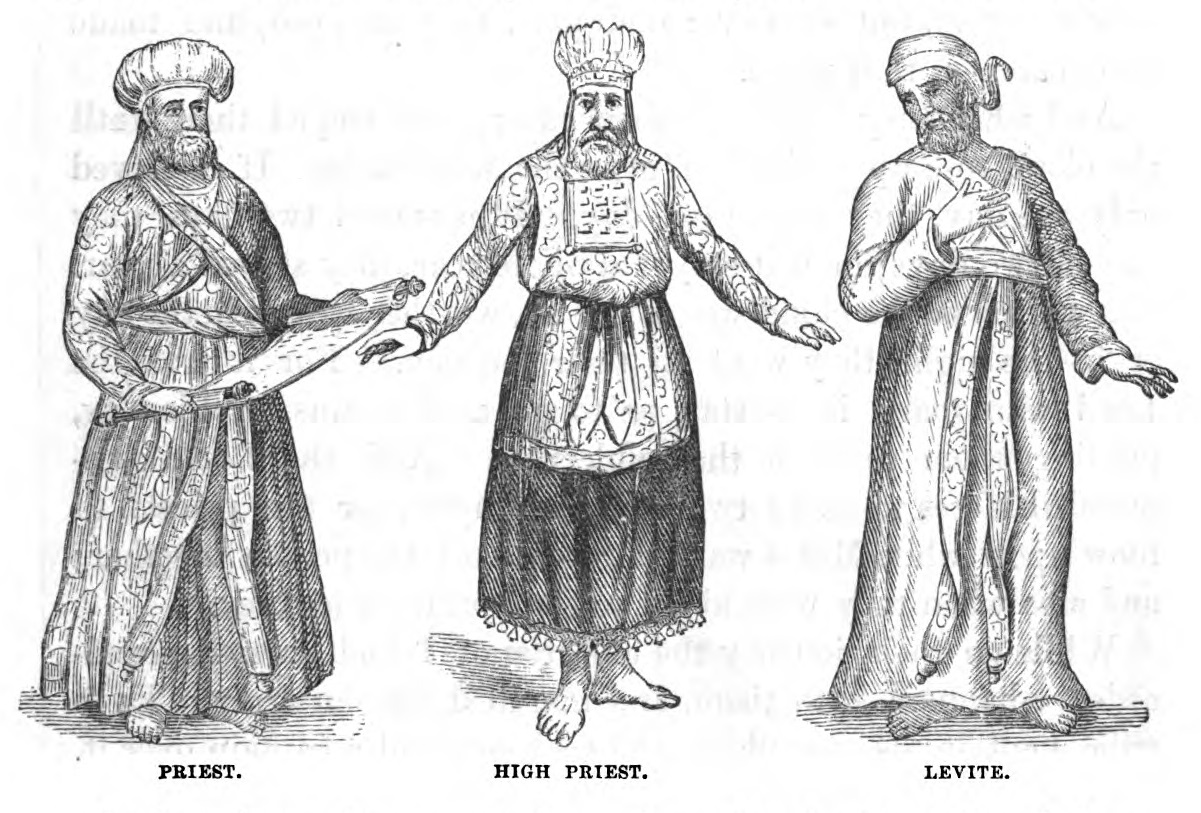
Links ein Kohen, mittig ein Hohepriester und rechts ein Levit.

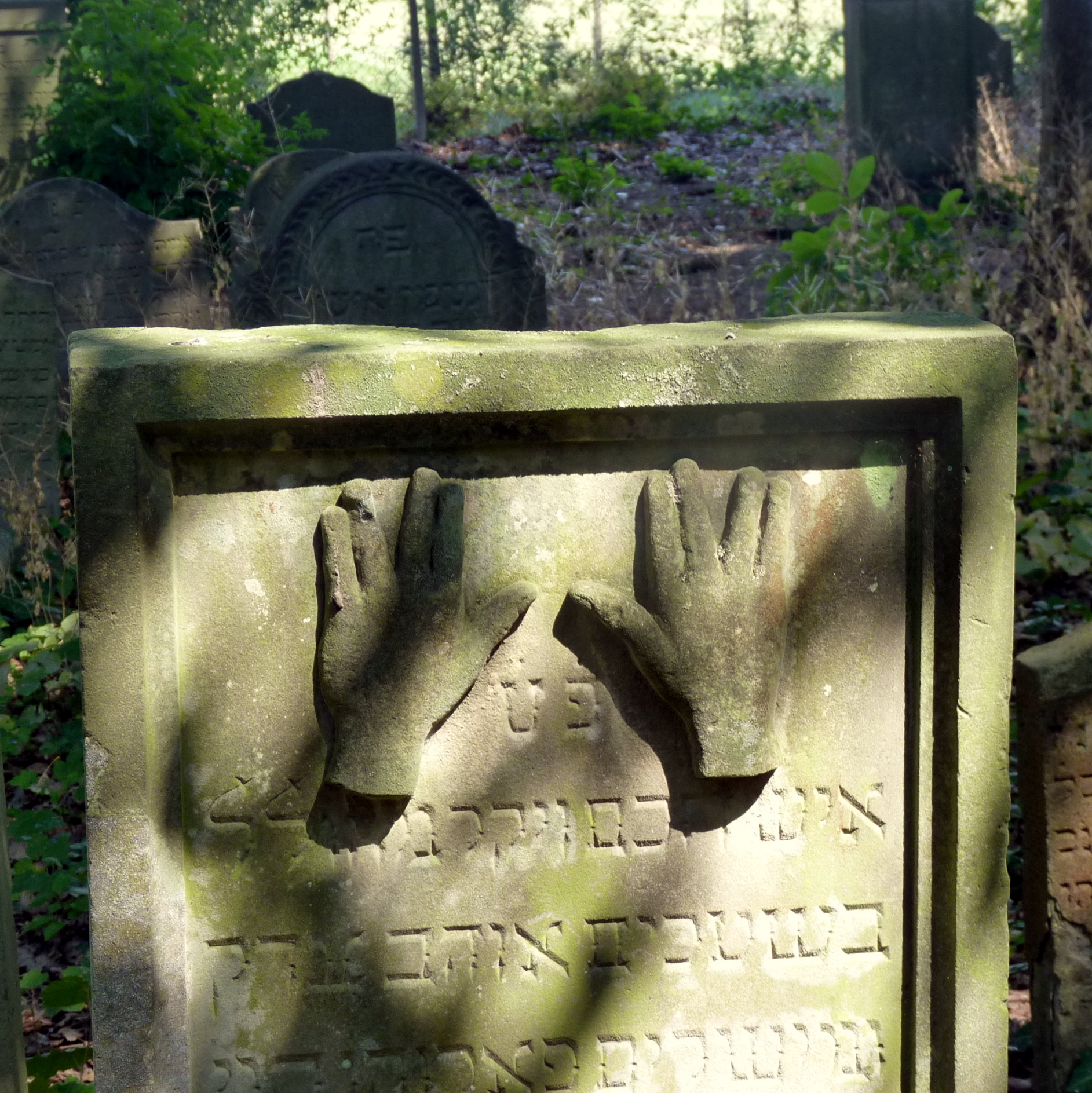
Grabstein (Mazewa) eines Kohen in Bonn-Schwarzrheindorf

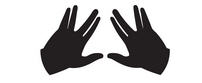
Handhaltung beim Priestersegen durch einen Kohen

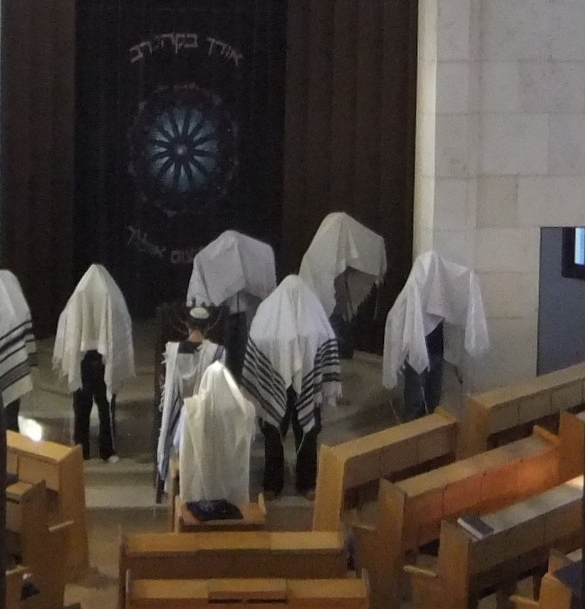
Kohanim während des Segnens

Ein Kohen (deutsch: Priester) (hebräisch כֹּהֵן, [koˈhɛn], Plural Kohanim כֹּהֲנִים) ist ein Mitglied der jüdischen Priesterschaft, als eine patrilineare geburtsständige geschlossene Gruppe. Der Status als Kohen wird über den Vater vererbt. Die Kohanim waren gemäß biblischer Überlieferung eine Untergruppe der Leviten, des tempeldienstlichen Stammes unter den zwölf Stämmen Israels, wobei sie aber als Gruppe hinsichtlich des Tempeldienstes oder der Organisationsaufgaben traditionell in der Hierarchie über den Leviten standen, Num 3,3-39 . Sie gelten als direkte Nachfahren Aarons, der ein Bruder des Mose war. Die Kohanim übten im Jerusalemer Tempel den Dienst am Altar aus. In biblischer Zeit war jedoch nur der Hohepriester (hebräisch הַכֹּהֵן הַגָּדוֹל haKohen haGadol, deutsch ‚der große Kohen‘) die höchste religiöse Autorität des Judentums.
Seit der Zerstörung des zweiten Tempels in Jerusalem durch die Römer im Jahre 70 n. Chr. waren die Unterschiede zwischen den Kohanim und den übrigen Leviten bezüglich ihrer Aufgaben und Befugnisse teilweise aufgehoben. Für die Kohanim gelten einige besondere Regeln bzw. Reinheitsgebote. Von ihnen wird zu bestimmten Anlässen (Jom tov bzw. nur am Jom Kippur) auch der Aaronitische Segen gesprochen, bei dem unter anderem eine bestimmte Haltung der Hände und Finger vorgeschrieben ist (die dann zu einer Art Kohen-Symbol wurde, das man besonders auf ihren Grabsteinen findet). Die Geste wird als Nachbildung des Buchstabens Schin des hebräischen Alphabets interpretiert, das den ersten Buchstaben des Wortes (El) Shaddai (der Allmächtige) abbilden soll. Während des Segens bedecken die Kohanim ihr Gesicht mit dem Tallit. Die Anwesenden sollen die Kohanim während des Segens nicht ansehen.

## Religiöser Hintergrund
Die Kohanim lassen sich auf Aaron zurückführen, der der levitischen Familie der Kehatiter entstammt (Ex 6,18–20 ). Sie leiten sich schließlich von den beiden jüngeren Söhnen Eleasar und Itamar ab, nachdem Nadab und Abihu nach Lev 10,1  als Strafe Gottes in einem Feuer starben. Nach Aarons Tod setzte Mose seinen Sohn Eleasar als Hohepriester ein. Itamar wurde Gründer einer Priestergruppe außerhalb der Hohepriesterlinie (Esra 8,2 ), die als Leviten für den Bau und Transport der Stiftshütte, hebräisch מִשְׁכָּן miškān, verantwortlich waren. Die Eigenschaft des Kohens wird vom Vater auf die Söhne vererbt. Die Tochter eines Kohens hingegen kann die Eigenschaft nicht mehr weitervererben.
Entscheidend ist das Konzept der Reinheit, das vor allem durch die priesterliche Literatur geprägt ist. Der Zustand der Reinheit ist die Voraussetzung für die Teilnahme am Kult, darin eingeschlossen der Kommunikation mit Gott, und am Leben der Gemeinschaft. Die Priester waren für die Ritualobservanz bei den Opferungen zuständig. Bei einigen Opfertypen wurde die Sünde des Menschen symbolisch auf das Opfer übertragen und damit von sich losgelassen.
Im tempelzentrierten Opferjudentum dienten die zentrale Kultstätte und die Opfer dazu, Gott zu ehren, den Bund zwischen Gott und dem Volk Israel zu stärken und zu erneuern sowie die ‚göttliche Gegenwart‘ (Schechina) im täglichen Leben zu erfahren und damit die Verbindung zu Gott aufrechtzuerhalten und zu vertiefen. Die olfaktorischen Eindrücke des zuvor geschächteten, verbrennenden Opfertiers und die visuellen Wahrnehmungen des Blutes und des Feuers machten den Tempelgottesdienst zu einem „kraftvollen Akt der Verehrung und Sühne“. Das rituelle Geschehen wurde aber wahrscheinlich auch von Gesang und Musik begleitet, was den Gottesdienst zusätzlich zu einer sinnlichen Erfahrung machte. Auch Gebete wurden während des Opferns gesprochen.

## Tempelamt in der Bibel

### Zur Zeit des ersten und zweiten Tempels
Die Anfänge des Tempelamts finden in der Torah (später übersetzt ins Alte Testament) in unterschiedlicher Form Ausdruck. Tempeldienstliche Funktionen wie Altarbau und Opfer werden zunächst von Familienvätern wie Noah und Abraham wahrgenommen. Eine Institutionalisierung findet nach dem Buch Exodus (hebräisch שְׁמוֹת Schemot, deutsch ‚Namen‘) während des Aufenthaltes der Israeliten am Sinai statt. Demnach weihte Mose seinen älteren Bruder Aaron aufgrund des Gebotes Gottes (vgl. Ex 28,3 ) zum ersten Hohepriester (Kohen Gadol (wörtlich „Großer Kohen“)). Von diesem stammen der Überlieferung nach alle späteren jüdischen Kohanim ab. Die Nachkommen Moses (Stammfolge) selbst gehören nicht zu den Kohanim. Die übrigen Nachfahren des Jakobsohnes Levi gelten als Leviten, was insbesondere nach der Vorstellung des Buches Numeri (hebräisch בְּמִדְבַּר Bemidbar, deutsch ‚In der Wüste‘) ein niederes Tempelamt bezeichnet. Bei der Einwanderung nach Kanaan wurde dem Stamm Levi kein Stammesgebiet zugesprochen, sondern spezielle Levitenstädte. Die materielle Versorgung der Kohanim und Leviten war der Fürsorge des Volkes anvertraut. Personen nichtlevitischer Herkunft galten als illegitime Kohanim, so wie die götzendienerischen Baalspriester des Nordreiches. Speziell die Bücher der Chronik schließen alle Tempelbediensteten, so auch die Sänger und Schwellenhüter, in levitische Genealogien ein. Welche möglichen historischen Vorgänge hinter den Auseinandersetzungen stehen, die sich in den biblischen Texten widerspiegeln, bleibt weitgehend Spekulation.
Nach der Chronik teilte David die Kohanim in 24 Familien ein, die ihren Dienst nach einem Rotationsprinzip versahen. Dies dürfte jedoch eher die zeitgeschichtlichen Verhältnisse im Juda der hellenistischen Zeit widerspiegeln. Belegt sind die Namen der 24 Klassen auch aus Fragmenten synagogaler Inschriften aus byzantinischer Zeit aus dem Lande Israel aber auch aus dem Jemen. Die Texte aus Qumran kennen abweichend davon ein System von 26 Klassen, welches den Bedürfnissen des Kalenders der Qumrangemeinschaft angepasst ist.

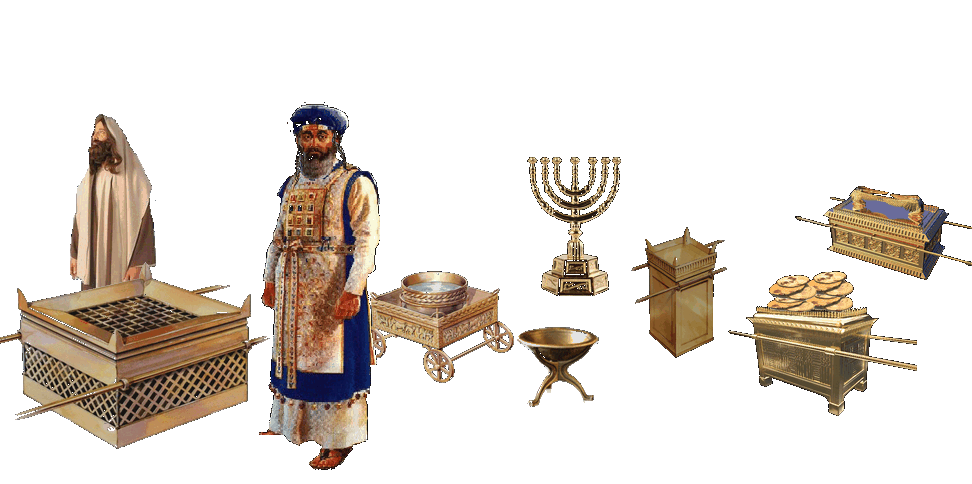
Rekonstruierte Kultutensilien, links Kleidung eines Tempeldieners (Leviten), Brandopfertisch, ein Jerusalemer Hohepriester, Haube mit goldener Platte, Choschen über dem Efod sowie Urim und Thummim seitlich in der Lostasche (nicht abgebildet), ferner Menora, Schaubrote, Bundeslade u. a. aus dem Tempel von Jerusalem.

### Zur Zeit des Herodianischen Tempels
Im Jahre 70 wurde Jerusalem durch die Römer unter Kaiser Titus nach langer Belagerung erobert. Dabei wurde der letzte Tempelbau, der prächtige Tempel des Herodes des Großen gemäß römischer Kriegsphilosophie vollständig zerstört (solo adaequare ‚dem Erdboden gleichmachen‘). Danach hatte das Tempelamt vermutlich kaum noch eine praktische Funktion. Die Beachtung der Kohanim und anderen Leviten besteht jedoch fort. Nachnamen wie „Kohn“ oder „Cohan“ deuten oft auf Angehörige der Kohanim hin.
Die Kohanim sprechen in der Synagoge den Aaronitischen Segen, sie werden als Erste zur öffentlichen Verlesung der Tora aufgerufen, gefolgt von den Leviten, und es gelten für sie bis heute einige bestimmte Gebote der Tora; beispielsweise dürfen sie im Normalfall keine Witwen, Konvertitinnen oder geschiedene Frauen und Nichtjüdinnen heiraten. Ebenso dürfen sie keinen Friedhof betreten oder Tote berühren. Ein Kohen darf nur an Begräbnissen von seinen nächsten Verwandten (Eltern, Kinder, Geschwister) teilnehmen. Nähe zu einem Verstorbenen gilt als unrein und ist einem Kohen verboten.

### Weihe und Investitur
Der Kohen musste an seiner Person das volle Leben zeigen und alles fernhalten, was an den Tod, an körperliche oder sittliche Schwäche erinnerte. So konnte einer, der ein körperliches Gebrechen hatte, das Amt des Kohen nicht ausüben (Lev 21,17 ) Jederzeit musste der Kohen in reinem Zustand vor die Gottheit treten können, sonst zog er Todesschuld auf sich (Lev 22,3 ). Er hatte sich vor der heiligen Handlung zu baden und zu waschen (Ex 30,19 ) und sich während der Dienstzeit des Weins und Rauschtranks zu enthalten (Lev 10,9 ).
Eine feierliche Weihe stand am Anfang des Eintritts eines Angehörigen der Familie der Kohanim in den aktiven Dienst (Ex 29 ; Lev 8 ). Nachdem der Kohen mit Wasser gewaschen und dadurch von allem Unreinen und Weltlichen befreit war, wurde er investiert, mit dem Kohenkleid versehen und dann mit Öl gesalbt. Durch die Salbung mit dem heiligen Öl, dessen Zubereitung in der Tora genau vorgeschrieben war und das von niemand nachgeahmt werden durfte (Ex 30,22 ), wurde der Kohen für den Dienst heilig gemacht und ausgerüstet. Danach folgte ein dreifacher Opferakt, das Sühnopfer eines Rindes (Farren), das Brandopfer eines Widders und das Einsetzungsopfer eines Widders. Mit dem Blut des Widders wurden Ohr, Hand und Fuß der rechten Seite und die Kleider des Kohen bestrichen. Die Blutbestreichung hatte einen ähnlichen Zweck wie die Salbung; sie wollte den Kohanim mit göttlichem Leben ausstatten. Das Blut steht für die Kraft des Lebens. Zuletzt wurden dem Kohen bestimmte Stücke des Einsetzungswidders auf die Hände gelegt und ihm so die Hände gefüllt (1 Kön 13,33 ). Das hatte eine zweifache Symbolik. Einerseits wurde so dargelegt, dass der Kohen die Opfergaben des Volkes in die Hände nahm und Gott darbrachte, andererseits wurde damit erklärt, dass JHWH ihm die Opferstücke zuweist und er so seinen Unterhalt hat.

### Das eigentliche Kohanim-Amt

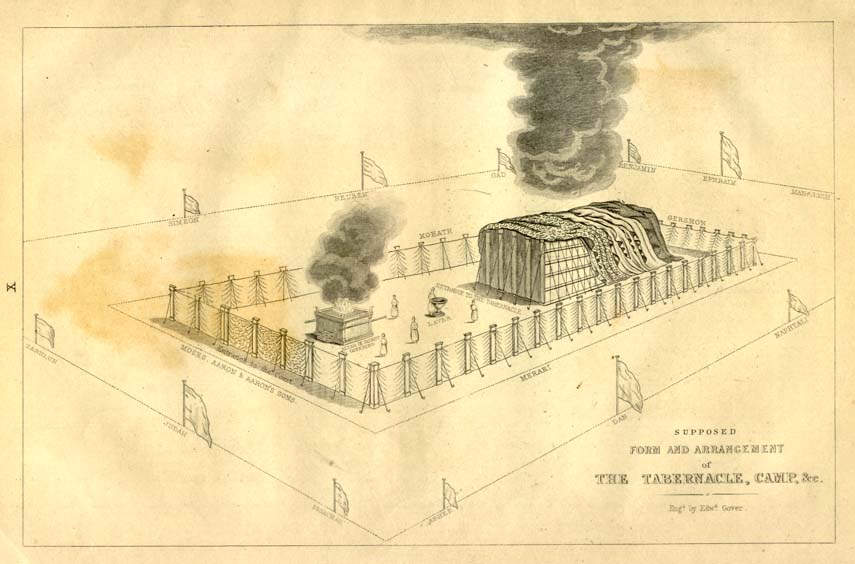
Rauchopfer

Das Hauptamt der Kohanim war der Dienst am Altar und im Inneren des Heiligtums hinter dem Vorhang (Num 18,7 ) das tägliche Rauchopfer darzubringen (Num 17,5 , Ex 30,7f. , Lk 1,8ff. ), die Leuchter zuzurichten (Ex 27,21 ) und allwöchentlich die Schaubrote aufzulegen (Lev 24,8 ). Am Brandopferaltar besorgten sie das Sprengen des Bluts (Lev 1,5–8 ), die Verbrennung des Opfers (Lev 1,9 ), das Ausgießen der Trankspenden (Num 6,17 ), das Weben der Opferstücke (Lev 14,24 ). Nach dem Gottesdienst sprach der diensttuende Kohen den Segen (Num 6,23 , Lev 9,22 ). An den Festtagen leiteten Kohanim durch Trompetensignale den Gang der Feier (Num 10,10 ). Einige Kohanim mischten kostbare Salben (1 Chr 9 ).

#### Aufsicht über den Tempel und Tempelplatz
Der Tempel war auch eine Schatzkammer. Große Summen baren Geldes, Weihgeschenke, kostbare Geräte und Gewänder, Speicher von Opfervorräten waren in seinen Zellen und heiligen Räumen verwahrt. Die Aufsicht über den Tempel und Tempelplatz wurde von Kohanim unter Beihilfe von Leviten besorgt. Drei angesehene Schwellenhüter (2 Kön 25,18 ) hatten dafür zu sorgen, dass kein Unbefugter in den Tempelplatz eindrang und im heiligen Hof nichts Ungebührliches geschah. Der Aufseher konnte die Ruhestörer in Block und Halseisen legen (Jer 29,26 ). Wenn einer vom Gottesdienst ausgeschlossen gewesen war, etwa durch die Unreinheit des Aussatzes, so musste er sich dem Kohen stellen, um wieder in den Tempelraum zugelassen werden zu können (Lev 13 , Mt 8,4 ). So wurden die Kohanim zugleich eine Art medizinischer Sachverständiger, wie häufig in alter Zeit Heilkunde und Tempelamt miteinander zusammenhingen.

#### ZAKA
Der Tempelberg darf nicht durch Tote entweiht werden. Als im Juli 2017 zwei israelische Polizisten auf dem Tempelberg getötet worden waren, mussten diese jedoch wegtransportiert werden. Juden ist das Betreten des Tempelbergs verboten. Dies ist den Kohanim vorbehalten. Diese wiederum dürfen keine Toten berühren, ja sich ihnen nicht einmal nähern. Der Rabbinerrat der ZAKA (hebräisch זיהוי קרבנות אסון; Zihuy Korbanot Ason, deutsch ‚Identifizierung von Unfallopfern‘, abgekürzt זק״א), einer orthodoxen Organisation zur Identifizierung von Unfallopfern, entschied in diesem religiösen Konflikt, dass die Wiederherstellung der Heiligkeit des Tempelbergs Priorität habe und eine Sondergruppe von Kohanim den Tempelberg betreten und die Leichen abtransportieren dürfe. Dies war mit Auflagen verbunden, so sollten die Kohanim keine Schuhe tragen, keine langen Haare haben und sie mussten zuvor und danach eine Mikwe, das rituelle Tauchbad, aufsuchen.

#### Außerhalb des Heiligtums
Auch außerhalb des Heiligtums, im öffentlichen und privaten Leben, hatten die Kohanim ihre Aufgaben. Sie lehrten das Volk die gottesdienstlichen Bräuche, schieden zwischen Heiligem und Unheiligem, Reinem und Unreinem (Hes 22,26 ; 44,23 ) und sonstige verwickelte kultische Fragen (Hag 2,11 , Sach 7,3 ). Sie hatten die Obhut über die heiligen Schriften (Dtn 17,18 ) und waren gewichtige Rechtsinstanzen in öffentlichen Streitigkeiten und in privaten Gewissensnöten (Hes 44,21 ). Die Strafen, die sie dabei auferlegten, waren vorwiegend kultischer Art in der Form von Opfergaben oder Geldbußen für den Tempel.

### Amtstracht
Der Kohen betrat ohne Fußbekleidung, aber nicht barhäuptig das Heiligtum. Für die Amtsbekleidung des Kohen wurde in Israel wie in Ägypten und Babylonien nur Leinen verwendet. Wolle war wegen der Schweißentwicklung verboten und verpönt (Hes 44,17 ).
Das Kohenkleid durchlief im Lauf der Jahrhunderte eine Wandlung. In alter Zeit trug der am Heiligtum angestellte Kohen nichts als einen leinenen Schurz (1 Sam 2,18 ; 22,18 ). König David war beim Einholen der Bundeslade nur mit dem Efod (Leinenschurz) bekleidet und sonst nackt (2 Sam 6,14–20 ). Außerhalb des Dienstes trugen die Priester noch ein Obergewand über dem Efod (1 Sam 21,9 ).
Das Amtskleid der späteren Zeit war mannigfaltiger. Es bestand aus zwei Stücken, dem kurzen Unterbeinkleid, das auf dem bloßen Leib getragen wurde und dem langen, bis auf die Füße reichenden ungenähten Ärmelrock (Kuttonet) aus feinstem Byssus gewoben (Ex 28,40 ; 39,27 ). Die hohe, kegelförmige Haube aus Byssus, die im Dienst nicht abgenommen wurde, und ein buntgewirkter Gürtel aus den vier heiligen Stoffen, gezwirntem Byssus, blauem und rotem Purpur und karmesinfarbenem Garn, vervollständigte und belebte die weiße Kleidung.
| | Tanach (Bibelstelle)      | einfache Priester | gesalbte Priester | alle Priester |
| -------------------------------------------------------------------------------------------------- | ------------------------- | ----------------- | ----------------- | ------------- |
| Unterkleidung                                                                                      |                           | X                 | X                 | X             |
| Rock (hebräisch כֻּתֹּנֶת ketonet taschkez) aus Byssus gewebter Stoff                                   | Ex 28,4.39                | X                 | X                 | X             |
| Gürtel (hebräisch אַבְנֵט avnet)                                                                      | Ex 28,4.39                | X                 | X                 | X             |
| Gürtel aus Leinen mit farbigen Wirkarbeiten                                                        | Ex 28,4.39                | -                 | X                 | -             |
| Gürtel aus Leinen                                                                                  | Ex 28,4.39                | X                 | -                 | -             |
| Kopfbund (hebräisch מִצְנֶפֶת miznefet)                                                                | Ex 28,4.39                | X                 | X                 | X             |
| Kopfbund als Mitra                                                                                 | Ex 28,4.39                | -                 | X                 | -             |
| Kopfbund gewöhnliche Kopfbinde                                                                     | Ex 28,4.39                | X                 | -                 | -             |
| Beinkleider                                                                                        | Ex 28,42                  | X                 | X                 | X             |
| Beinkleider aus Leinen                                                                             | Ex 28,4.39                | -                 | X                 | -             |
| Oberkleidung                                                                                       |                           | X                 | X                 | X             |
| Efod (hebräisch אֵפוֹד efod) aus Goldfäden, Wolle oder Leinen                                        | Ex 28,6-14 , Ex 39,2-7    | -                 | X                 | -             |
| Brustschild (hebräisch חושן משפט Choschen ha-Mischpat)                                             | Ex 28,15-30               | -                 | X                 | -             |
| Brustschild mit Urim und Thummim (hebräisch אורים ותמים) und zwölf Steinen besetzt                 | Ex 28,4.39 , Ex 39,8-21   | -                 | X                 | -             |
| Obergewand zum Efod (hebräisch מְעִ֥יל me´il) blaue Wolle, unten besetzt mit Glöcken und Granatäpfeln | Ex 28,31-35 , Ex 39,22-26 | -                 | X                 | -             |
| Diadem (hebräisch זיז ziz) aus Gold eingraviert „Dem Ewigen heilig“                                | Ex 28,36-38 , Ex 39,27-31 | -                 | X                 | -             |

### Einkünfte der Kohanim

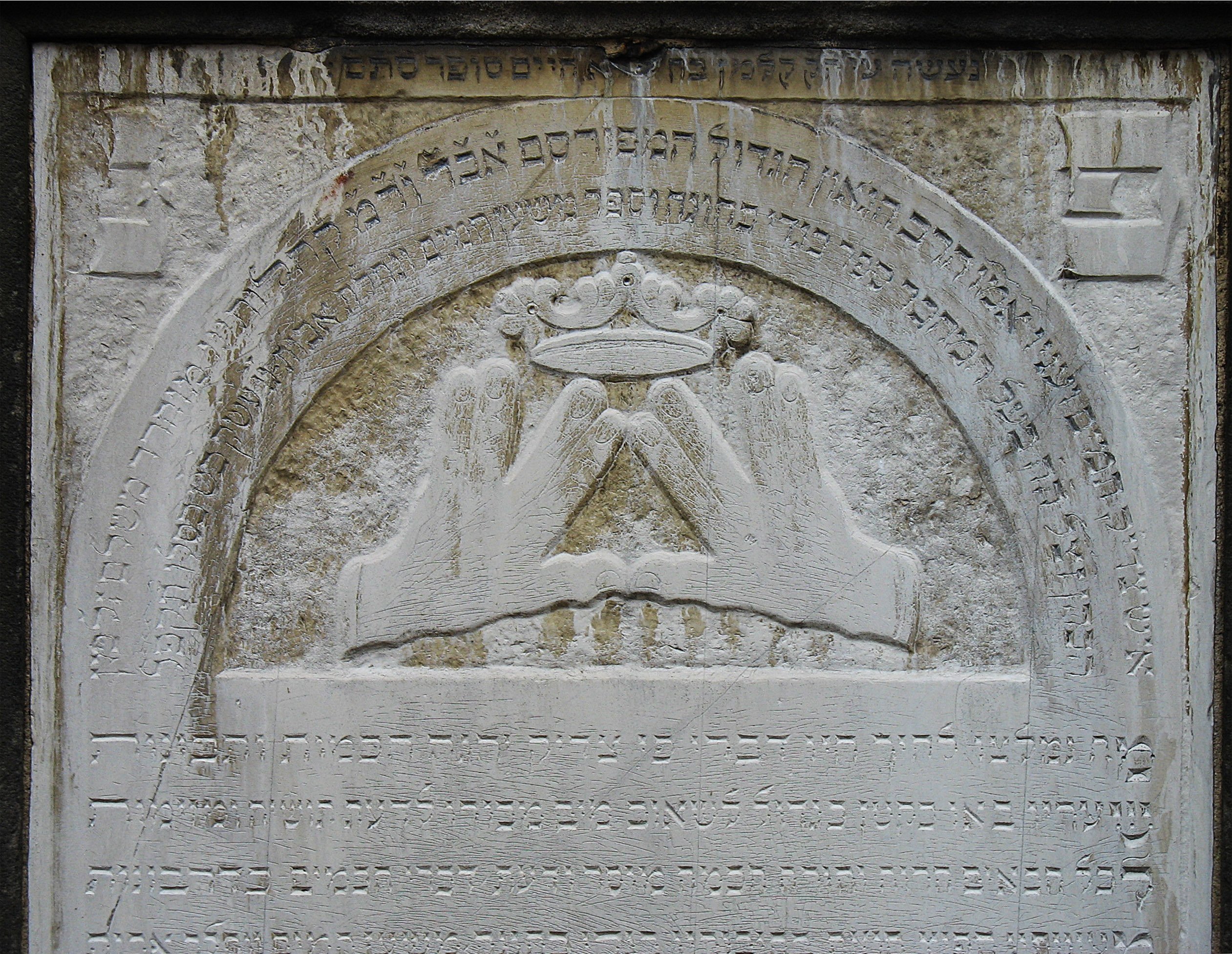
Grab des Kohen und Ober-Rabbiners Meschullam Kohn (1739–1819) in Fürth. Die Hände zeigen den Segen der Kohanim beim Sprechen des Aaronitischen Segens, die Krone symbolisiert v. a. den „guten Namen“ und die Kohenwürde des Bestatteten.

Die Einkünfte der Kohanim waren durch Brauch, später durch die Tora geregelt. An den öffentlichen Heiligtümern lebten die Kohanim vom Opferdienst. Bestimmte Bußopfer und Bußgelder fielen den Kohanim ebenfalls zu (2 Kön 12,17 ).
Die Haupteinnahme war ein dreijähriger Zehnt, von dem ein Teil dem gesamten Kultpersonal zufiel (Dtn 14,28 ). Von jedem Opfer erhielten die Kohanim Vorderfuß, Kinnbacken und Magen, ferner hatten sie Anspruch auf das Beste von den Feldfrüchten (Getreide, Most und Öl) und auf eine Abgabe von der Schafschur (Dtn 18,3 ). Mit der Vergrößerung der jerusalemischen Tempelämter und der Hebung des Standes steigerten sich die Einkünfte der Kohanim. Das Sakralrecht wies ihnen nun mehr Einnahmen zu (Num 18,8 ; Neh 10,36–40 ). Die Kohanim bekamen ihren Teil von dem Fleisch der Ersatz- und Sühneopfer, soweit es überhaupt von Menschen verzehrt werden konnte (Lev 6,19 ; 7,6 ), ferner von den Speiseopfern, den Schaubroten und vom Fett der Brandopfer, sowie von jedem Schelemopfer die rechte Brust und Keule samt Opferkuchen.
Die Opferstücke dienten den amtierenden Kohanim und ihren Familien zum Unterhalt. Die hochheiligen Stücke (Sühn-, Ersatz-, Speisopfer und Schaubrote) durften nur von den männlichen Kohanim (Lev 21,22 ) im inneren Vorhof verzehrt werden. Die übrigen auch von Familienangehörigen und außerhalb des Heiligtums, aber nur im Zustand levitischer Reinheit und an einem reinen Ort.

## Die Priester Eli und die Eliden
Der Name „Eliden“ stammt von Eli, einem Priester. Eli diente als Priester der Israeliten in der Mischkan in Silo, er war Vater der Söhne Hofni und Pinchas. Speziell im 1. Buch Samuel, 1 Sam 14,3  spielt er eine zentrale Rolle. 
Er war der hohepriesterliche Vorsteher des Heiligtums von Schiloh bevor die Bundeslade, in der Schlacht bei Aphek, vorübergehend in den Besitz der Philister geriet.
Die Eliden waren Nachfahren von Eli, und ihre Rolle als Priester war in gewisser Weise erblich. Allerdings war ihre Priesterschaft nicht von Dauer, aufgrund des Fehlverhaltens von Elis Söhnen (die als Priester versagten) entzog Gott dieser Familie später das Priestertum, und sie verloren ihre priesterliche Autorität.

## Im Staat Israel
Seit 1970 wird der Aaronitische Segen aus 4 Mos 6,24  zu den Feiertagen Pessach und Sukkot durch hunderte von Kohanim gesprochen und über Lautsprecher an die Westmauer übertragen.

## Kohenals moderner Familienname
Die Schreibweise des Namens variiert in den verschiedenen Nationalsprachen, darunter Cohn, Cohen, Kahane, Kagan, Kaner, Kohn, Kohne, Kuhn, Cahn und Kahn, aber auch Katz oder Kohnstamm. Bekannte Namensträger waren und sind unter anderem Ethan und Joel Coen, Albert Cohen, Hermann Cohen, Leonard Cohen, Meir Cohen, Sacha Baron Cohen, Arthur Cohn, Falk Cohn, Oskar Cohn, Steven A. Cohen, Herbert Constam, Daniel Cohn-Bendit, Elena Kagan, Oleg Kagan, Anetta Kahane, Meir Kahane, Herman Kahn, Otto Hermann Kahn, Leonid Kogan, Béla Kun, Fritz Kortner (eigentlich: Fritz Kohn), Dominique Strauss-Kahn, Oskar Kohnstamm.

## Untersuchungen zur Abstammung
Da die Kohanim sich patrilinear von Aaron abstammend identifizieren, wurden ab 1997 unter ihnen genetische Untersuchungen durchgeführt und das Modell eines Cohen Modal Haplotype, bestimmten Markern auf dem Y-Chromosom, die auf Aaron als gemeinsamen männlichen Vorfahren zurückgehen könnten, entwickelt.